# Corteccia cerebrale
La corteccia cerebrale è uno strato laminare continuo di sostanza grigia che riveste la sostanza bianca degli emisferi cerebrali: rappresenta la parte più esterna del telencefalo negli esseri vertebrati. Nei cervelli non vivi conservati assume un colore grigio, così come accade per altre strutture costituite da sostanza grigia.
È formata da neuroni, dalla glia e da fibre nervose e presenta uno spessore di circa 2–4 mm. 
La corteccia cerebrale umana gioca un ruolo centrale in meccanismi o funzioni mentali cognitive complesse come pensiero, consapevolezza, memoria, attenzione, linguaggio.

## Caratteristiche
Nei mammiferi maggiori, come gli esseri umani, la superficie della corteccia cerebrale presenta una grande quantità di scanalature, chiamate 'solchi'. La parte filogeneticamente più antica della corteccia cerebrale, l'ippocampo, si differenzia in tre strati (allocorteccia), mentre la più recente neocorteccia (o isocorteccia)  in sei. Relative variazioni nella voluminosità (maggiore nella neocorteccia) o nel tipo di cellule (nell'allocorteccia sono presenti solo cellule di Purkinje, mentre nell'isocorteccia appare lo strato occupato dalle cellule stellate) ci permettono di distinguere tra differenti campi 'architettonici' della corteccia.
Una tipologia intermedia, la mesocorteccia, si configura nella zona di passaggio tra le due tipologie, presentando spessore intermedio e composizione disgranulare (le cellule stellate non hanno ancora assunto la caratteristica localizzazione).
La geometria di questi campi sembra essere legata all'anatomia delle piegature della corteccia e, per esempio, gli strati nella parte superiore delle scanalature della corteccia (chiamati 'giri') sono più chiaramente differenziati di quelli nella sottostante (chiamati 'fondi').

## Connessioni della corteccia cerebrale
I neuroni che formano la corteccia cerebrale possono avere connessioni cortico-corticali con neuroni di altre aree della corteccia stessa, o connessioni cortico-sottocorticali con strutture più interne dell'encefalo, come il talamo, il cervelletto o i nuclei della base. Molte delle stimolazioni sensoriali raggiungono la corteccia cerebrale indirettamente attraverso differenti gruppi del talamo. Questo è il caso del tatto, della vista e dell'udito ma non dell'olfatto, che arriva direttamente alla corteccia olfattiva. La maggior parte delle connessioni (75%) non arrivano alla corteccia cerebrale grazie a strutture subcorticali, bensì dalla corteccia stessa.

## Formazione e modificazione della corteccia
La corteccia si forma dal processo di gastrulazione, che trasforma poche cellule embrionali in una copia miniaturizzata dell'organismo in formazione. Quindi si forma la placca neurale, ossia un abbozzo del sistema nervoso, che gradualmente si espande, dando luogo a diverse regioni nelle quali comincia la differenziazione cellulare. Tre vescicole si distinguono e sono il prosencefalo, il mesencefalo e il romboencefalo; dopo circa quattro settimane il prosencefalo crea due regioni diverse: la prima diviene una struttura stratificata che formerà la corteccia cerebrale, mentre la seconda forma un vasto agglomerato di gruppi di cellule nervose separati da sostanza bianca, i gangli della base. Per un certo periodo le cellule si riproducono al ritmo di 250 000 nuove al minuto.
Quando viene raggiunta una certa soglia, le cellule cominciano a differenziarsi per giungere alla maturazione. Altre migrano per formare quella che poi diverrà la materia grigia della corteccia. All'inizio della formazione della corteccia esiste la zona ventricolare, che con il passare del tempo viene sostituita dalla placca corticale. Una volta che si formano sei strati di cellule la placca corticale si trasforma in corteccia. I neuroni incominciano a caratterizzarsi formando l'assone e i dendriti. Comincia quindi il fenomeno di arborizzazione della corteccia che proseguirà ben oltre la nascita.
Lo spessore della corteccia non rimane inalterato durante la vita della persona: in relazione all'età e allo sviluppo, si hanno modificazioni, responsabili, tra l'altro, di periodi di particolare "verve" emotiva e di conseguenti variazioni dell'umore.
Il neonato ha una corteccia cerebrale con un numero di connessioni tra neuroni pari a quella di un cervello adulto; a 2-3 anni si verifica un progressivo ispessimento, con una moltiplicazione esponenziale delle connessioni sinaptiche e un consistente aumento di volume della corteccia (si possono avere un numero di connessioni anche del 50% superiori a quelle del cervello adulto). È in questo periodo che il cervello umano è paragonabile a una "spugna", pronto ad assorbire quantità considerevoli di nozioni.
Questo numero impressionante di connessioni sinaptiche, con il relativo spessore corticale di circa 6 mm di sostanza grigia, rimane tale più o meno sino a 12-13 anni, età in cui il tono dell'umore degli adolescenti è molto labile, passano facilmente dall'esaltazione e buon umore, a fasi di depressione e forte insicurezza, a causa degli sbalzi ormonali e del fatto che determinate zone della corteccia non sono ancora stabilizzate. A 16-17 anni si verifica un progressivo ridimensionamento della corteccia, con eliminazione di un determinato numero di connessioni sinaptiche: è il periodo in cui il cervello comincia la cosiddetta specializzazione delle aree, ovvero ogni individuo comincerà a capire più precisamente quali siano le proprie attitudini, predisposizioni e preferenze nei vari campi della vita; durante questa fase possono essere eliminate sino al 50% delle connessioni sinaptiche instauratesi durante l'infanzia.
Queste scoperte sulle modificazioni della corteccia hanno fatto luce sulle dinamiche dello sviluppo di particolari patologie psichiatriche come la schizofrenia e la psicosi in genere: sembra infatti che gli individui che sviluppano tali patologie abbiano subito, durante l'adolescenza, a causa probabilmente di qualche errore nel patrimonio genetico, un'eccessiva eliminazione di connessioni sinaptiche e un'eccessiva riduzione delle capacità della corteccia cerebrale (in essa trova sede il "senso della responsabilità", "il senso del giusto - sbagliato", aree del controllo degli impulsi primari, ecc.).